# Desmodium schubertiae
Desmodium schubertiae är en ärtväxtart som beskrevs av Hiroyoshi Ohashi. Desmodium schubertiae ingår i släktet Desmodium och familjen ärtväxter. Inga underarter finns listade i Catalogue of Life.